# Městské Tylovo divadlo v Kutné Hoře
Městské Tylovo divadlo v Kutné Hoře (zkráceně Tylovo divadlo) je jednak název divadla v Kutné Hoře a současně i název příspěvkové organizace (zřízené městem Kutná Hora), která provozuje toto divadlo a také Kino Modrý kříž. 
Divadlo bylo postaveno v letech 1931-33 podle funkcionalistického projektu bratří Rudolfa a Josefa Hrabů. Na projektu se ale podílelo více autorů: Rudolf Ryšán, který je pravděpodobně autorem interiéru i průčelí stavby, František Zelenka navrhl hlediště. Dále jsou na výkresech skutečného provedení podepsáni Jaromír Dajbych a J. Král. Divadlo nemá vlastní profesionální soubor - slouží jako hostující divadlo.

## Historie
S myšlenkou výstavby divadla v Kutné Hoře přišel již kutnohorský rodák Josef Kajetán Tyl. Mělo se jednat o divadlo pro Ochotnický spolek Tyl, jehož byl Josef Kajetán členem. Výstavba však byla zahájena až v roce 1931 a po zhruba dvou letech bylo divadlo dokončeno. Slavnostní otevření proběhlo 12. listopadu 1933. Od počátku divadlo sloužilo hlavně ochotníkům, kteří zde mívali představení dvakrát týdně.
V 70. letech 20. století bylo původní dřevěné hlediště nahrazeno čalouněným, zlepšení doznala také akustika.  V suterénu divadla se nachází loutková scéna, která sloužila účelům loutkového divadla.
Poslední rekonstrukce proběhla v roce 2010, kdy byla vyměněna sedadla hlediště (kapacita klesla z 630 na 508 míst) a rekonstruováno zázemí divadla (šatny, sály, WC apod.). Stavba byla z větší části financována z prostředků strukturálních fondů EU prostřednictvím Regionálního operačního programu Střední Čechy. Neopravena zůstává především bývalá loutková scéna, kde by si oprava vyžádala asi 10 milionů Kč.
Budova je chráněna jako kulturní památka České republiky.

## Současnost
V současnosti divadlo slouží především ochotníkům a hostujícím divadelním souborům (zejména ze špičkových divadel z Prahy, například Národního divadla, Divadla Járy Cimrmana, Činoherního klubu apod.), konají se zde různé koncerty (Česká filharmonie, Radůza, Jaromír Nohavica, Čechomor...), soutěže, festivaly apod. Zrcadlový sál slouží účelům tělovýchovným a tanečním (jóga, břišní tance atd.). Loutková scéna není v provozu, v jejích prostorách působí jazyková škola.

### Kino Modrý kříž
Příspěvková organizace Městské Tylovo divadlo v Kutné Hoře provozuje také kino Modrý kříž. To bylo v roce 2009 rekonstruováno a po řadě let provozování soukromým subjektem bylo jako nový provozovatel vybráno právě Tylovo divadlo. Současně byl z názvu Svět, který kino po desetiletí neslo, přejmenováno zpět na původní název Modrý kříž. Kino má hlediště s kapacitou 306 míst, promítací technika je digitální a nabízí možnost trojrozměrné projekce.